# Den historiske Jesus
Den historiske Jesus er betegnelsen for den skikkelse, som historikerne rekonstruerer sig til ud fra en kritisk læsning af evangelierne og på baggrund af forskellige kriterier. Dette videnskabelige projekt ønsker at finde frem til den virkelige Jesus, der levede i begyndelsen af det 1. århundrede efter vor tidsregnings begyndelse i Palæstina – i modsætning til den etablerede kirkes forkyndelse af Jesus som Kristus, Messias.
Interessen for den historiske Jesus begyndte i oplysningstiden i 1700-tallet med den tyske orientalist Hermann Samuel Reimarus (1694-1768). Han mente, at evangelierne gav et forkert billede af Jesus. Forskningen i den historiske Jesus er fortsat indtil i dag, hvor der dog er en vis konsensus om, at det er svært at konstruere nogen anden Jesus end den, de nytestamentlige skrifter bevidner.

## Videnskabelige metoder
De færreste tvivler på, at der virkelig fandtes en mand ved navn Jesus, som levede i Palæstina i begyndelsen af det 1. århundrede efter vor tidsregnings begyndelse. Spørgsmålet er imidlertid, hvor meget videnskaben kan vide om denne mand. For i praksis ved man, udover det der er skrevet i Det Nye Testamente, meget lidt om Jesus. Der findes kun få ikke-kristne kilder, der dokumenterer hans eksistens.
Den historiske Jesus er et forskningsmæssigt udtryk for personen Jesus som en historisk person, der skal forstås i sammenhæng med sin tid i det 1. århundrede i den daværende romerske provins Judæa. Denne videnskabelige fremstilling af den historiske Jesus er således renset for enhver påvirkning fra den efterfølgende kristne traditions fremstilling af Jesus.
Den historiske forskning forsøger at rekonstruere Jesu liv, lære og virke i forhold til hans samtid. Den teologiske fortolkning vedrører derimod primært den efterfølgende kristne traditions forståelse af Jesus som Kristus, Guds søn. Historikere har udviklet en række metoder til at analysere de synoptiske evangelier, Johannesevangeliet, Talmud, de gnostiske evangelier (Nag Hammadi-teksterne), Josefus' tekster, Dødehavsrullerne og andet tidligt kildemateriale i forsøget på at finde frem til den historiske Jesus. En hovedregel er, at evangelierne skal analyseres efter de samme metoder som enhver anden historisk kilde skal analyseres efter.

## Kriterier for kilders troværdighed
Al historisk forskning drejer sig om sandsynlighed i højere eller mindre grad. I arbejdet med historiske kilder afgøres den historiske sandsynlighed af de kriterier, man som forsker anvender på kilderne. Det gælder naturligvis også for kilderne til den historiske Jesus. Blandt de forskere, der har arbejdet ud fra historiske kriterier, kan nævnes historikeren E. P. Sanders, der i 1985 skrev Jesus and Judaism, som ændrede forskningen af den historiske Jesus. Senere fulgte J. D. Crossan og Gert Theissen. Herhjemme har Per Bilde skrevet En religion bliver til (2001) og Den historiske Jesus (2012).

### Kriteriet om de ældste kilder
Mange historikere foretrækker de ældste kilder om Jesus, når de skal have historisk pålidelige kilder. Som en tommelfingerregel ser de bort fra kilder, der er skrevet mere end 100 år efter Jesu død.

### Utilpashedskriteriet
Dette kriterium går ud på, at udsagn, der er i modstrid med eller forskellig fra forfatterens dagsorden (som gør forfatteren "utilpas"), men som alligevel er inkluderet i teksten, må forventes at være pålidelige. Hvis f.eks. korsfæstelsen gjorde de tidlige kristne forfattere utilpasse, er det sandsynligt, at Jesus rent faktisk blev korsfæstet. Utilpasheden kan ses blandt andet i Lukasevangeliet, 24,21: ”… hvordan vore ypperstepræster og rådsherrer har udleveret ham til dødsstraf og korsfæstet ham. Og vi havde håbet, at det var ham, der skulle forløse Israel.”
Et andet eksempel: Evangelisterne var utilpasse ved beretningen om, at Jesus blev døbt af Johannes Døber. Johannesevangeliets forfatter udelader simpelthen beretningen, selv om han er bekendt med den (Johannesevangeliet, 1,31-34). Mattæusevangeliets forfatter er heller ikke veltilpas ved den (Mattæusevangeliet, 3,14-15). Evangelisterne havde nemlig den grundlæggende opfattelse, at Johannes Døber var en forløber for Jesus og dermed underordnet ham. Denne opfattelse modsiges imidlertid af beretningen om, at Jesus underkastede sig omvendelsens og syndsforladelsens dåb ved Johannes Døber (Markusevangeliet, 1,4 og 1,9).

### Kriteriet om flere attesteringer
Når der findes flere uafhængige kilder til en begivenhed i Jesu liv, er der tale om flere attesteringer (bevidnelser), og det er bedre at have flere attesteringer end blot at have en enkelt attestering.
Kriteriet gælder dog ikke absolut. Det kan f.eks. ske, at en kilde til en begivenhed anvendes af en anden kilde, og at denne anden kilde beskriver begivenheden identisk med den første kildes beskrivelse. Den anden kilde er således fuldt ud afhængig af den første kilde. I så fald er der i virkeligheden kun én uafhængig kilde.

### Kriteriet om sproglig konsistens
Der er visse konklusioner, der kan drages ud af en sproglig analyse af evangelierne. Hvis for eksempel gengivelsen af en stridssamtale mellem Jesus og farisæerne kun giver mening på græsk og ikke på aramæisk, kan man konkludere, at stridssamtalen ikke er gengivet historisk korrekt, da Jesus og farisæerne talte aramæisk. Den sproglige gengivelse af samtalen er således ikke konsistent (sammenhængende) med det aramaiske sprogs struktur.
Et andet eksempel: Dialogen mellem Jesus og Nikodemus fra Johannesevangeliets kapitel 3 giver ifølge visse forskere kun mening på græsk, men ikke på aramæisk. Derfor anser de den ikke for at være historisk sand.
Dette kriterium er blandt andet blevet fremført af den amerikanske teolog Bart Ehrman (f. 1955).

### Kriteriet om forfatterens dagsorden
Dette kriterium udgår fra den antagelse, at forfatteren til en kilde har en bestemt dagsorden eller et bestemt formål med sit skrift. At forfatteren har et formål med sit skrift gør skriftet mindre pålideligt som kilde til den historiske Jesus. Skriftet kan dog benyttes som en kilde til viden om andre sider af den tidlige kristendom.
Kriteriet om forfatterens dagsorden bruges blandt andet på de skriftsteder, hvor en begivenhed i Jesu liv skildres som opfyldelsen af en profeti (f.eks. Mattæusevangeliet, 26,55-56). Visse forskere mener, at disse historier afspejler forfatterens dagsordenen, og at de ikke er egentlig historiske begivenheder.

### Kriteriet om historisk sandsynlighed
Særligt amerikanske forskere begyndte i 1980'erne at anvende kriteriet om historisk sandsynlighed. Dette kriterium siger, at de beretninger om Jesu ord og gerninger, som er historisk sandsynlige i forhold til den viden, som vi i øvrigt har om de historiske forhold på Jesu tid, er mere sandsynlige som historisk sande beretninger, end de beretninger, som ikke passer godt med de historiske forhold. Kriteriet har ført til, at disse forskere anser Jesus for først og fremmest at være en visdomslærer.

## Forskningshistorien
Interessen for den historiske Jesus begyndte i oplysningstiden i 1700-tallet. Før den tid betragtede teologerne evangeliernes beretninger om Jesu liv og virke som inspireret af Gud - og dermed som historisk sande. I 1600-tallet opstod læren om verbalinspiration: Hvert ord i Bibelen er skrevet efter diktat eller inspiration fra Gud (Helligånden), mens de bibelske forfattere kun skal forstås som penneførere. Dermed blev alle ord i Bibelen anset for at være ufejlbarlige. Bibelske fortællinger blev reciteret, fortolket og kommenteret; men de blev ikke kritisk analyseret. I 1700-tallet begyndte forskere imidlertid at få et nyt forskningsmæssigt syn på de bibelske tekster og personen Jesus.
"Jagten efter den historiske Jesus" kan inddeles i tre hovedfaser:
- I den første fase (før 1900) anså man den historiske Jesus for at være en morallærer, og man interesserede sig specielt for hans forkyndelse. Problemet var dog, at man med tiden fandt ud af, at Jesu lære, som den fremstilles i evangelierne, ikke var så unik, som man havde forventet. Meget af det, som Jesus forkyndte, mindede om antik jødisk litteratur.

En afgørende person i den første fase var orientalisten Hermann Samuel Reimarus. Fra 1736 til 1768 arbejdede han på afhandlingen Apologi eller forsvarsskrift for de fornuftige tilbedere af Gud. Heri hævdede han, at Jesus i virkeligheden opfattede sig selv som en jødisk Messias, der ville befri det jødiske folk fra det romerske overherredømme, og som ville genrejse et frit og uafhængigt jødisk messiansk kongerige. Imidlertid tog han fejl: Han blev henrettet og viste sig således ikke at være den jødiske Messias. Reimarus henviste blandt andet til Lukasevangeliet, 24,21: ”Og vi havde håbet, at det var ham, der skulle forløse Israel.” Men Jesu tilhængere vendte dette nederlag til et fundament for en ny religion. I modstrid med Jesu oprindelige projekt skabte de myten om Jesu død og opstandelse som grundlaget for en åndelig frelse for alle mennesker
- I den anden fase (1900-1970) indledtes den direkte søgen efter den historiske Jesus i de enkelte tekster. Samtidig undersøgtes teksternes anvendelse og redaktion i urkristendommen. Redaktionshistorien spurgte efter den teologiske holdning hos forfatterne eller ”redaktørerne” af en bibelsk tekst (f.eks. et evangelium). Den historiske Jesus var således den Jesus, der ikke var formet efter dogmatiske interesser hos den tidlige kristne menighed.

I ”den religionshistoriske skole” (i begyndelsen af 1900-tallet) blev Jesus set som en apokalyptisk omvendelsesprædikant, der opfordrede mennesker til at omvende sig i lyset af verdens snarlige undergang. Evangeliernes fremstilling af Gudsriget blev forstået på den måde, at Gud snart ved magt ville omvælte de jordiske magter.
- I den tredje fase (efter 1970) blev jagten efter den historiske Jesus i højere grad præget af socialhistorisk forskning, judaistik og jødisk eksegese af Bibelen. Andre kilder end Bibelen blev brugt til at få et samlet billede af den historiske Jesus i en jødisk sammenhæng. Den nutidige bibelforskning ser en sammenhæng mellem den tidligere ofte betonede kløft mellem Det Gamle og Det Nye Testamente. Den ser Jesus som en jøde i religiøs forstand – en jøde, der forsøgte at reformere tendenser i datidens jødedom.[11]

## Den historiske Jesus – teologisk set
Ud over den almindelige historiske interesse for en betydningsfuld person i historien, er jagten efter den historiske Jesus også knyttet til tre teologiske retninger: ”den liberale teologi”, ”den dialektiske teologi” og ”konservativ teologi”.

### Den liberale teologi
For den liberale teologi blev projektet om at finde den historiske Jesus vigtig som en del af forsøget på at forene kristendommen med den moderne civilisation. Man behøvede ikke at tro på historierne om miraklerne, der blev betragtet som overtro af mange. Dermed mente man, at man kunne bevare kristendommen som en religion, hvor man ikke teologisk og dogmatisk var forpligtet på det billede af Jesus, der fandtes i Det Nye Testamente, og som traditionelt blev lært af kirken. Derimod blev det videnskabeligt konstruerede billede af den historiske Jesus og hans forkyndelse set som forpligtende.

### Den dialektiske teologi
Den dialektiske teologi, med Rudolf Bultmann (1884-1976) i spidsen, kritiserede jagten efter den historiske Jesus og sagde, at det historievidenskabeligt er umuligt at finde en historisk person bag evangelierne. Det Nye Testamente er nemlig religiøs forkyndelse. Her forkyndes Jesus som Kristus og frelseren. Derfor kan man ikke bruge Det Nye Testamente til at finde frem til den historiske Jesus.

### Konservativ teologi
For traditionelle konservative kristne må Jesu eksistens opfattes som noget grundlæggende, idet kristendommen bygger på troen på Jesus som Guds søn. Derfor har spørgsmålet om ”den historiske Jesus” af konservative kristne typisk været set som et angreb på den tradtionelle tro. Fra konservative forskeres side har det derfor været vigtigt at pointere evangeliernes pålidelighed.
Den konservative teologi opfatter Jesu død og opstandelse som afgørende for at forstå betydningen af den store bevægelse, der opstod i kølvandet på Jesus. Jesus havde ikke opnået den betydning, han fik, ved blot at være en morallærer eller en apokalyptisk omvendelseprædikant, men ved at være opstået fra de døde. Disciplenes opfattelse af Jesus som opstanden var baggrunden for at forstå Jesus som Messias og frelser. Først på baggrund af denne forståelse kunne disciplene tale om Jesus som morallærer og omvendelseprædikant.
Derfor opfatter konservative forskere evangeliernes billede af Jesus som en langt mere præcis og plausibel beskrivelse af den historiske Jesus, end den beskrivelse, som den liberale teologi har kunnet give. De konservative forskere er dog blevet kritiseret for at have en forudindtaget holdning om allerede at kende den historiske Jesus.